# Юсупов, Магомед Юсупович (партизан)
Магомед Юсупович Юсупов (Мустафинов) (1912, Грозный, Терская область — 1983, Казахстан) — советский военнослужащий, участник Итальянского Сопротивления.

## Биография
Работал шофёром в Грозном. После начала Великой Отечественной войны ушёл на фронт добровольцем. Воевал на Юго-Западном фронте, попал в плен.
Фашисты отправили его в концлагерь в провинции Павия (Италия). Вместе с другими советскими военнопленными при помощи итальянских антифашистов совершил побег, в ходе которого Юсупов убил охранника и угнал грузовик. Юсупов стал бойцом добровольческого корпуса «Либерасьон» 51-й ударной партизанской бригады имени Артуро Капеттини, воевавшей в провинциях Модена и Павия. Местное население снабжало партизан едой, одеждой, лекарствами.
Руководство Итальянского Сопротивления неоднократно награждало Юсупова ценными подарками. Он сохранил Удостоверение патриота № 85393, в котором говорилось:
От имени правительства и народов объединённых наций мы благодарим Юсупова Магомеда за то, что он воевал с врагом на полях сражений, сражаясь среди патриотов, среди тех людей, которые пронесли оружие к торжеству свободы, развертывая наступательные операции, выполняя акты вредительства, предоставляя военную информацию… Владельца этого аттестата будут приветствовать в освобожденной Италии как патриота, который воевал за честь и свободу.
После разгрома Германии Юсупов вернулся в Грозный, где узнал о депортации своего народа. Ему предложили работу по ликвидации лиц, уклонившихся от депортации. Он отказался и в 1946 году переехал к своим родным в Алма-Ату. Юсупов проработал шофёром 28 лет, был передовиком производства. В 1975 году ненадолго приезжал в Грозный.
Скончался в 1983 году. Был похоронен в родном селе.